# Ommata bivittata
Ommata bivittata är en skalbaggsart som beskrevs av Fuchs 1961. Ommata bivittata ingår i släktet Ommata och familjen långhorningar. Inga underarter finns listade i Catalogue of Life.